# Invece no
"Invece no" é uma canção de Laura Pausini. Lançada em 24 de outubro de 2008, foi o primeiro single que antecipou o lançamento do álbum Primavera in anticipo.

## Informações da canção
O texto foi escrito por Laura Pausini e Niccolò Agliardi e a música foi composta por Laura Pausini e Paolo Carta.
A canção possui uma versão em língua espanhola intitulada "En cambio no", adaptada por Ignacio Ballesteros, e uma versão em língua portuguesa com o título "Agora não", adaptada por Laura Pausini.
A letra da canção foi inspirada pela morte da avó de Laura Pausini.[carece de fontes?]
"Invece no" foi utilizada na trilha sonora da telenovela Caras & Bocas, da Rede Globo, e a versão em espanhol, "En cambio no", estava na trilha sonora da novela mexicana En nombre del amor.
Em 2009, com a canção "En cambio no", Laura Pausini foi nomeada ao Grammy Latino de gravação do ano. E em 2010 ganhou o ASCAP Latin Music Awards de melhor canção pop.

## Vídeo musical
O vídeoclip de "Invece no" foi gravado nos Estados Unidos, sob a direção de Alessandro D'Alatri. A primeira imagem é a de uma bandeira americana. O resto é uma alternância entre Laura Pausini cantando e um veterano da guerra que voltou em cadeira de rodas em companhia de sua namorada. Será através do amor que o casal vai continuar a avançar.

## CDs e lista de faixas
CD - Promo Itália
1. Invece no

CD - Promo Espanha
1. En cambio no

Download digital
1. Invece no
2. En cambio no
3. Agora não

## Desempenho nas tabelas musicais

### Posições
| Tabela musical (2008)          | Melhor Posição |
| ------------------------------ | -------------- |
| Itália - Italian Singles Chart | 2              |
| Suíça - Hit Parade             | 52             |